# グース・ヴァン・ドンゲン
グース・ヴァン・ドンゲンとして知られる、ユリアナ・ヨハンナ・アウグスタ・ファン・ドンゲン＝プライティンガー（Guus van Dongen、Juliana Johanna Augusta van Dongen-Preitinger、1878年10月18日 – 1946年1月21日）はドイツ生まれで、ベルギーで育ち、主にパリで活動した画家である。フォービズムの画家、キース・ヴァン・ドンゲンと結婚した（1921年に離婚）。静物画などを描いた。

## 略歴
ドイツのケルンで商人の娘に生まれた。4歳の時、家族とオランダのロッテルダムに移り、オランダの市民権を得た。家族の支援を得て美術の道に進み、ロッテルダムの美術学校（後のWillem de Kooning Academie、ウィレム・デ・クーニングに因んで改名された公立美術学校）で学んだ。美術学校でキース・ヴァン・ドンゲン(1877-1968)と知り合った。この頃は海洋画や静物画を描いていた。
1895年にグースはパリに移り、2年後、キース・ヴァン・ドンゲンもパリに出て、1901年にパリで2人は結婚し 、すぐに息子が生まれたが、息子は夭折しした。1905年に娘が生まれた。1905年からパブロ・ピカソが女友達のフェルナンド・オリヴィエと住んでいたパリの集合アトリエ、「洗濯船」に夫婦で移った。
1914年にグースと娘は、オランダで過ごしている間に第一次世界大戦が始まり、1918年まで、パリに戻れなかった。同じくオランダに滞在していたイサーク・イスラエルスはこの時期、スペイン風の衣装のグース・ヴァン・ドンゲンの肖像画を描いている。パリに残っていた夫はJasmy Jacobsというファッション・デザイナーと交際するようになっていて、再び一緒に住むことを拒み、1921年に夫婦は離婚した。グースは娘と一緒にパリに定住し、グース・ヴァン・ドンゲンという名前を使い続けた。
1946年にパリで没した。

## 作品

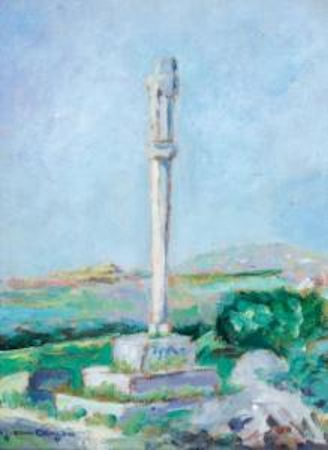
Calvaire de Saint Golgon à Trégastel (1929)
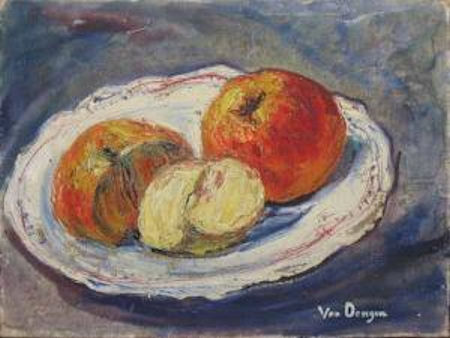
リンゴの皿 (1921)
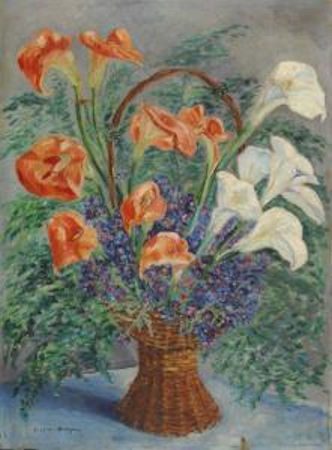
花籠 (1921)